# Magnus Hjorth

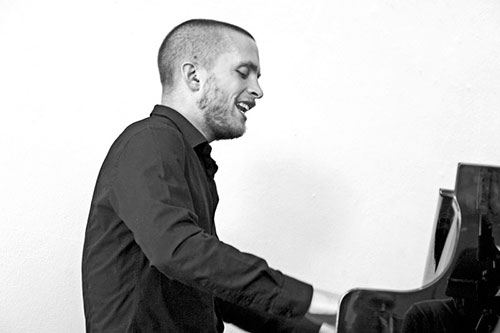
Magnus Hjorth

Ola Magnus Hjorth (* 26. September 1983 in Laholm) ist ein schwedischer Jazzmusiker (Piano, Komposition).

## Leben und Wirken
Hjorth spielte als Kind zunächst Posaune und Geige, bevor er mit zwölf Jahren zum Klavier wechselte. Bis zum Abschluss 2009 studierte in Kopenhagen am Rytmisk Musikkonservatorium bei Thomas Clausen, Jacob Christoffersen, Nikolaj Hess, Jørgen Emborg und Maggi Olin.
Bereits ab 2005 spielte er in Jasper Høibys Trio Phronesis, das zunächst in Großbritannien erfolgreich war und ist auf dessen Debütalbum Organic Warfare zu hören. 2007 gewann er mit dem Quartett People Are Machines, zu dem Marius Neset, Petter Eldh und Anton Eger gehörten, den Bandwettbewerb im spanischen Getxo; er erhielt auch den Preis als bester Solist. Im selben Jahr gründete er sein eigenes Trio mit Lasse Mørck (Bass) und Snorre Kirk (Schlagzeug); dessen Debütalbum Loco Motif (2007, nun mit Petter Eldh am Bass) erhielt positive Kritiken; weitere Alben folgten.
Hjorth gehörte weiterhin zur Band der Sängerin Malene Mortensen, für die er auch komponierte, und ist auf drei ihrer Alben zu hören. Als Pianist ist er zudem Mitglied der Monday Night Big Band, für die er auch arrangiert. Weiterhin begleitete er Kristin Korb und Sidsel Storm und arbeitete mit Mads La Cour sowie mit Chris Potter und der DR Big Band. Mit dem Snorre Kirk Quartet featuring Stephen Riley legte er 2019 das Album Tangerine Rhapsody vor.

## Diskographische Hinweise
- Loco Motif (Stunt Records 2007)
- Old, New, Borrowed, Blue (Stunt Records 2009)[4]
- Ikenaga/Hjorth/Eldh Someday. Live in Japan (Stunt Records 2010)
- Gershwin. With Strings (Stunt Records 2011)[5]
- Ikenaga/Hjorth/Eldh Plastic Moon (Stunt Records 2011)
- Blue Interval (Stunt Records 2013)